# Ninoslav
Ninoslav je staré mužské osobní slovanské jméno.

## V místních jménech
Podle jména se jmenovala ves Ninonice, pozdější pražská čtvrť Jinonice.
Další ves, která ve svém názvu nese jméno Ninoslav, je Jinošov. Předpokládá se, že zakladatel vsi a její první pán byl Ninoš, což byla domácká podoba jména. Ze jména též vznikl název obcí Jinačovice a Nenkovice.

## V jiných jazycích
- chorvatsky, bosensky: Ninoslav
- srbsky: Нинослав
- polsky: Ninosław

## Nositelé jména
- Matej Ninoslav – bosenský bán
- Ninoslav Milenković
- Ninoslav Marjanović